# Upravna delitev Slovenije (1948)
Upravna delitev Ljudske republike Slovenije iz leta 1948.

## Zakonodaja
Februarja 1948 je bil sprejet prenovljeni Zakon o upravni razdelitvi Ljudske republike Slovenije, ki je bil objavljen v Uradnem listu Ljudske republike Slovenije, št. 9/48.
Z novim zakonom je bila Slovenija razdeljena na: glavno mesto (1), okraje (29) in kraje (1264), s čimer je delno spremenila upravna delitev iz leta 1945.
Ta upravna delitev pa je bila v veljavi le slabo leto, saj so jo spremenili v začetku leta 1949.

## Delitev
- glavno mesto Ljubljana
- okraji

- Okraj Celje
- Okraj Celje okolica (76 krajev)
- Okraj Črnomelj (29 krajev)
- Okraj Dravograd (41 krajev)
- Okraj Gorica (80 krajev)
- Okraj Grosuplje (28 krajev)
- Okraj Idrija (18 krajev)
- Okraj Ilirska Bistrica (27 krajev)
- Okraj Jesenice (29 krajev)
- Okraj Kamnik (39 krajev)
- Okraj Kočevje (33 krajev)
- Okraj Kranj (58 krajev)
- Okraj Krško (59 krajev)
- Okraj Lendava (26 krajev)
- Okraj Ljubljana okolica (63 krajev)
- Okraj Ljutomer (40 krajev)
- Okraj Maribor mesto
- Okraj Maribor okolica (72 krajev)
- Okraj Mozirje (29 krajev)
- Okraj Murska Sobota (114 krajev)
- Okraj Novo mesto (45 krajev)
- Okraj Poljčane (48 krajev)
- Okraj Postojna (35 krajev)
- Okraj Ptuj (88 krajev)
- Okraj Radgona (52 krajev)
- Okraj Sežana (41 krajev)
- Okraj Tolmin (42 krajev)
- Okraj Trbovlje (25 krajev)
- Okraj Trebnje (27 krajev)